# Вертута
Верту́та (рум. vertuta), укр. завива́нець — традиційний кулінарний виріб в Україні — печиво з коржа, змазаного начинкою і скрученого трубочкою, також рулет, пиріг із витяжного тіста. На Різдво — печиво з яблуками.
В молдовській кухні — рулет з витяжного тіста.
На думку деяких фахівців кулінарної справи, цю страву принесли на Середню Наддніпрянщину козаки, які, спілкуючись із південними сусідами, перейняли приготування та вживання цієї страви. В Україні вертуту готували просто: на тонко розкачаний лист дріжджового тіста вкладалися зажарені шкварки із цибулею, згорталися у рулет, міцно защіплювали краї, а потім скручували у кільце. Після цього обжарювали на сковорідці з обох боків. Вертута із шкварками заміняє хліб до всіх страв, а особливо до борщу. Вживають також із натертим часником.
У Молдові для приготування вертути використовується те ж тісто, що і для плачинди, але з додаванням яєць та з більшою кількістю соняшникової олії, ніж води. Тісто розкочується і розтягується руками до товщини аркуша паперу, покривається тонким шаром начинки і туго скручується в рулет, який потім згортається спіраллю. Одержаний рулет викладають на деко, змащують яйцем та випікають у духовці. Після випічки вертуту змащують маслом.
Начинка для вертути може бути як солоною, так і солодкою. Зазвичай для начинки використовуються бринза, сир, м'ясо, цибуля, яблука, гарбуз.